# Dragana Stanković
Dragana Stanković (Ljubovija, 18 de janeiro de 1995) é uma basquetebolista profissional sérvia, medalhista olímpica.

## Carreira
Dragana Stanković integrou Seleção Sérvia de Basquetebol Feminino, na Rio 2016, conquistando a medalha de bronze.